# Huancayo (stad)
Huancayo (Zuidelijk Quechua: Wankayu) is een stad in Peru, in het centrale hoogland. De stad telt 365.000 inwoners (2015). Bestuurlijk is Huancayo een stad van de gelijknamige provincie en van de regio Junín. 
De stad ligt in het centrale deel van de vruchtbare Mantarovallei van het centrale hoogland van de Andes, op een hoogte van 3.271 meter en op ongeveer ca. 250 kilometer ten oosten van Lima. Het vormt het culturele en economische centrum van de gehele centrale Peruviaanse Andes. De stad is de zetel van het rooms-katholieke aartsbisdom Huancayo.

## Geschiedenis
Het gebied werd oorspronkelijk bewoond door de Wanka's. Rond 500 werd hun gebied opgenomen in het Waririjk. Ondanks pogingen om hun onafhankelijkheid te behouden, werden de Wari's in 1460 uiteindelijk onderworpen door Inca-leider Pachacuti, waarop het werd opgenomen in het Incarijk. Onder de Inca's groeide het uit tot een belangrijke stopplaats langs de Camino Real, de (Spaanse benaming voor de) belangrijkste Incaweg. Nadat de Spanjaarden het gebied in 1534 hadden gekoloniseerd, werd de invloed van het 18 kilometer noordelijker gelegen Jauja groter, waar conquistador Francisco Pizarro zijn tijdelijke hoofdstad van Peru vestigde, alvorens Lima deze positie verwierf.
In 1570 vestigde onderkoning Francisco de Toledo er de encomienda Guancayo. Twee jaar later, op 1 juni 1572, werd de stad officieel gesticht onder de naam Santísima Trinidad de Huancayo. 
Tijdens de Peruviaanse Onafhankelijkheidsoorlog werd Huancayo veroverd door de Peruvianen op 20 november 1820. In 1831 werd begonnen met de bouw van een kathedraal in de stad. In 1969 werd de stad getroffen door twee aardbevingen, waarbij honderden huizen werden verwoest, een aantal bruggen en spoorlijnen beschadigd raakten en waarbij 800 tot 1.000 mensen omkwamen. Aardverschuivingen zorgden voor nog eens 300 doden en vermisten in de buitenwijken en nabij de berg Nevado de Huaytapallana.
Momenteel vormt het een economisch centrum, dat bekendstaat om haar handwerken en vele festivals die in de dorpen eromheen plaatsvinden. De laatste decennia is de stad sterk gegroeid en er zijn slechts weinig koloniale gebouwen behouden gebleven: Het stadsbeeld wordt bepaald door moderne gebouwen. 

## Cultuur
Van eind juli tot eind augustus vieren ze in Huancayo Santiago. Dat is een feestperiode waarbij dagelijks groepen mensen in traditionele kledij al dansend door de straten trekken. Er loopt ook een orkest mee en op elke straathoek wordt eventjes gepauzeerd om bier te drinken.
Huancayo is zeer gekend voor zijn papa a la Huancaina en trucha (forel).

## Vervoer
De stad is door een in de jaren 1880 door de Amerikaan Henry Meiggs aangelegde spoorlijn verbonden met de centrale kustregio en de zuidelijke provinciehoofdstad Huancavelica; de op een na hoogste spoorlijn ter wereld (4781 meter bij station Galera) na de in augustus 2006 voltooide Chinese spoorlijn door Tibet. De spoorlijn tussen Lima en Huancayo wordt grotendeels voor goederenvervoer gebruikt; met name erts uit de mijncentra Cerro de Pasco, La Oroya en Morococha. Officieel rijdt er tussen juni en november wekelijks een passagierstrein van het bedrijf Ferrocarril Central Andino S.A., maar in de praktijk gebeurt dit alleen in festivalweekenden en dan alleen tussen Lima en Chosica en tussen Huancayo en Jauja.
Bij de stad ligt de luchthaven Francisco Carle (in Jauja), maar door reizigers wordt meestal de Limaanse luchthaven gebruikt.
| 1981    | 1993    | 2005    |
| ------- | ------- | ------- |
| 164.954 | 258.209 | 306.954 |

## Bestuurlijke indeling
Deze stad (ciudad) bestaat uit drie districten:
- Chilca
- El Tambo
- Huancayo (hoofdplaats van de provincie)

Arequipa · Ayacucho · Cajamarca · Chiclayo · Chimbote · Chincha Alta · Cuzco · Huancayo · Huánuco · Huaraz · Ica · Iquitos · Juliaca · Lima · Pisco · Piura · Pucallpa · Puno · Sullana · Tacna · Tarapoto · Trujillo · Tumbes